# Allstate Corporation
The Allstate Corporation, (NYSE: ALL), är ett amerikanskt försäkringsbolag som erbjuder sina kunder bland annat sjuk–, skade–, bil–, pension–, trafik–, olycksfall–, egendom– och livförsäkringar.
Försäkringsbolaget bildades 17 april 1931 av Sears, Roebuck & Company efter att försäkringsagenten Carl L. Odell framfört en idé till styrelseordföranden Robert E. Wood om att sälja bilförsäkringar via direktreklam. Wood tyckte att idén var intressant och framförde den till styrelsen, som godkände den. Namnet på bolaget blev Allstate Insurance Company, namnet Allstate togs från Sears, Roebuck & Company:s framgångsrika bildäckserie. Från 1950 och framåt bytte man skepnad från bilförsäkringsfirma till ett mer allmänt försäkringsbolag som erbjöd alla möjliga försäkringar för alla möjliga situationer.
I början av 1990-talet ville Sears, Roebuck & Company göra Allstate till ett självständigt försäkringsbolag för att maximera aktieutdelningarna till sina aktieägare och valde att sälja ut sitt aktieinnehav på den öppna marknaden under två rundor. Den ena var 1993 och 19,8% av bolaget såldes då, och två år senare såldes de resterande 80,2%.